# Condado de Tyler (Texas)
O Condado de Tyler é um dos 254 condados do estado americano do Texas. A sede do condado é Woodville, e sua maior cidade é Woodville.
O condado possui uma área de 2 423 km² (dos quais 33 km² estão cobertos por água), uma população de 20 871 habitantes, e uma densidade populacional de 9 hab/km² (segundo o censo nacional de 2000).
O condado foi fundado em 1846. É um dos 46 condados do Texas que proibem a venda de bebidas alcoólicas.